# Scipio Africanul
Publius Cornelius Scipio Africanus cunoscut și ca Scipio Africanul (n. 235 î.Hr., Roma - d. 183 î.Hr.) a fost un general și politician roman, strateg în timpul Războaielor Punice. Ca tribun militar a luptat în Bătălia de la Cannae (216 î. Hr.). Și-a dobândit faima obținând numeroase victorii în Spania și cucerind portul Cartagina în cel de-al doilea război punic.
A devenit cunoscut prin victoria asupra armatei conduse de Hannibal în bătălia de pe câmpia Zama. Această victorie l-a consacrat ca unul dintre cei mai mari conducători militari din istorie, primind după bătălie porecla de „africanul”.